# Liosomaphis atra
Liosomaphis atra är en insektsart som beskrevs av Hille Ris Lambers 1966. Liosomaphis atra ingår i släktet Liosomaphis och familjen långrörsbladlöss. Inga underarter finns listade i Catalogue of Life.